# Couronne tchécoslovaque
 (février 2022).
Si vous disposez d'ouvrages ou d'articles de référence ou si vous connaissez des sites web de qualité traitant du thème abordé ici, merci de compléter l'article en donnant les références utiles à sa vérifiabilité et en les liant à la section « Notes et références ».
La couronne tchécoslovaque (en tchèque et en slovaque : koruna československá ou aussi koruna česko-slovenská) était la monnaie de la Tchécoslovaquie du 10 avril 1919 au 14 mars 1939 et du 11 novembre 1945 au 7 février 1993. Pour un très court laps de temps des années 1939 et 1993, elle fut aussi la monnaie des deux républiques séparées de Tchéquie et de Slovaquie.
Le 8 février 1993, elle a été remplacée par la couronne tchèque et par la couronne slovaque, chacune respectivement à parité (1 nouvelle couronne pour 1 ancienne couronne), lors de la scission de la Tchécoslovaquie.
Le dernier code ISO 4217 et le sigle local pour la couronne était CSK et Kčs. Une couronne équivalait à 100 hellers (en tchèque : haléř au singulier et haléřů au pluriel; en slovaque, halier au singulier et halierov au pluriel). Dans les deux langues, l'abréviation h était utilisée. L'acronyme était placé derrière la valeur numérique.

## Histoire de la couronne tchécoslovaque

### Autriche-Hongrie (1867-1918)
L'unité monétaire utilisée dans l'empire d'Autriche-Hongrie depuis le 11 septembre 1892 était la couronne austro-hongroise, première monnaie moderne de la région basée sur l'or. Cette monnaie remplaçait le florin austro-hongrois qui avait cours depuis la création de cette double monarchie en 1867 par l'empereur François-Joseph Ier.

### Première République tchécoslovaque
Après la création de la Première République tchécoslovaque en 1918, un besoin urgent de créer une nouvelle monnaie se fit sentir, qui se distinguerait des autres monnaies des États nouvellement créés qui souffraient d'inflation.

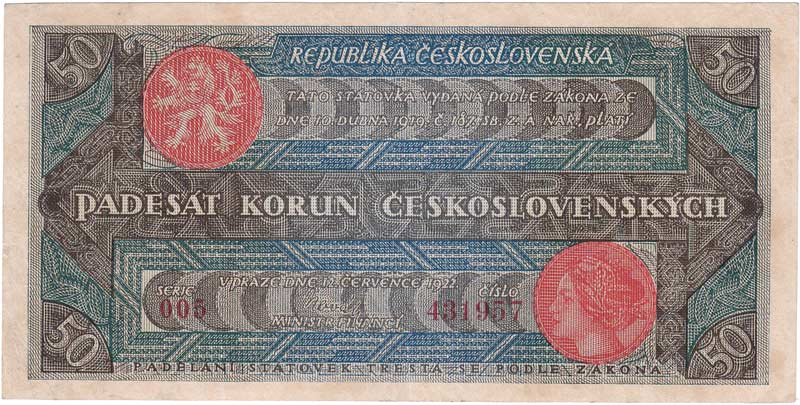
Avers du billet de 50 couronnes tchécoslovaques (série 1922), conçu par František Kysela.
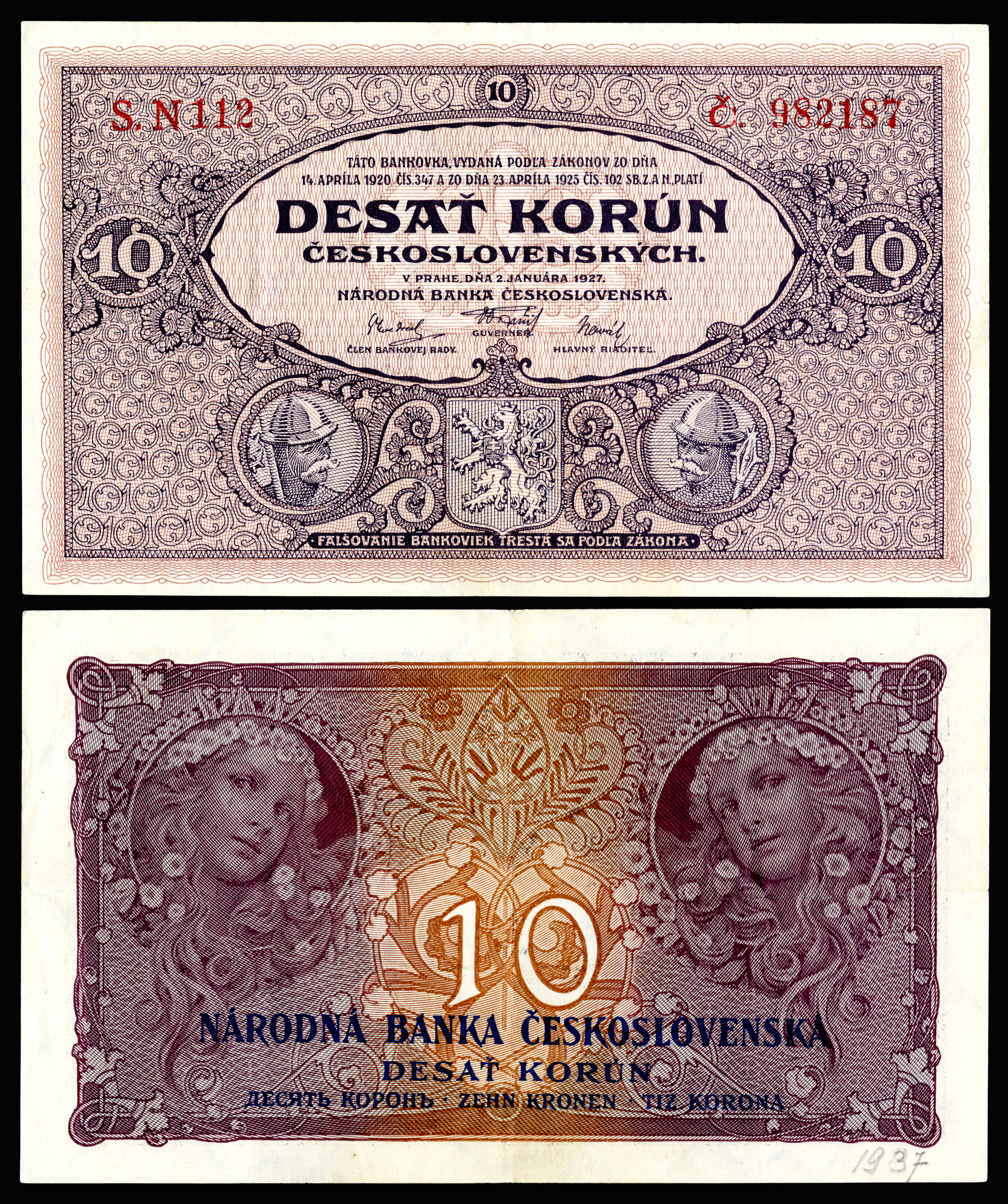
Billet de 10 couronnes tchécoslovaques de la première république (1927).
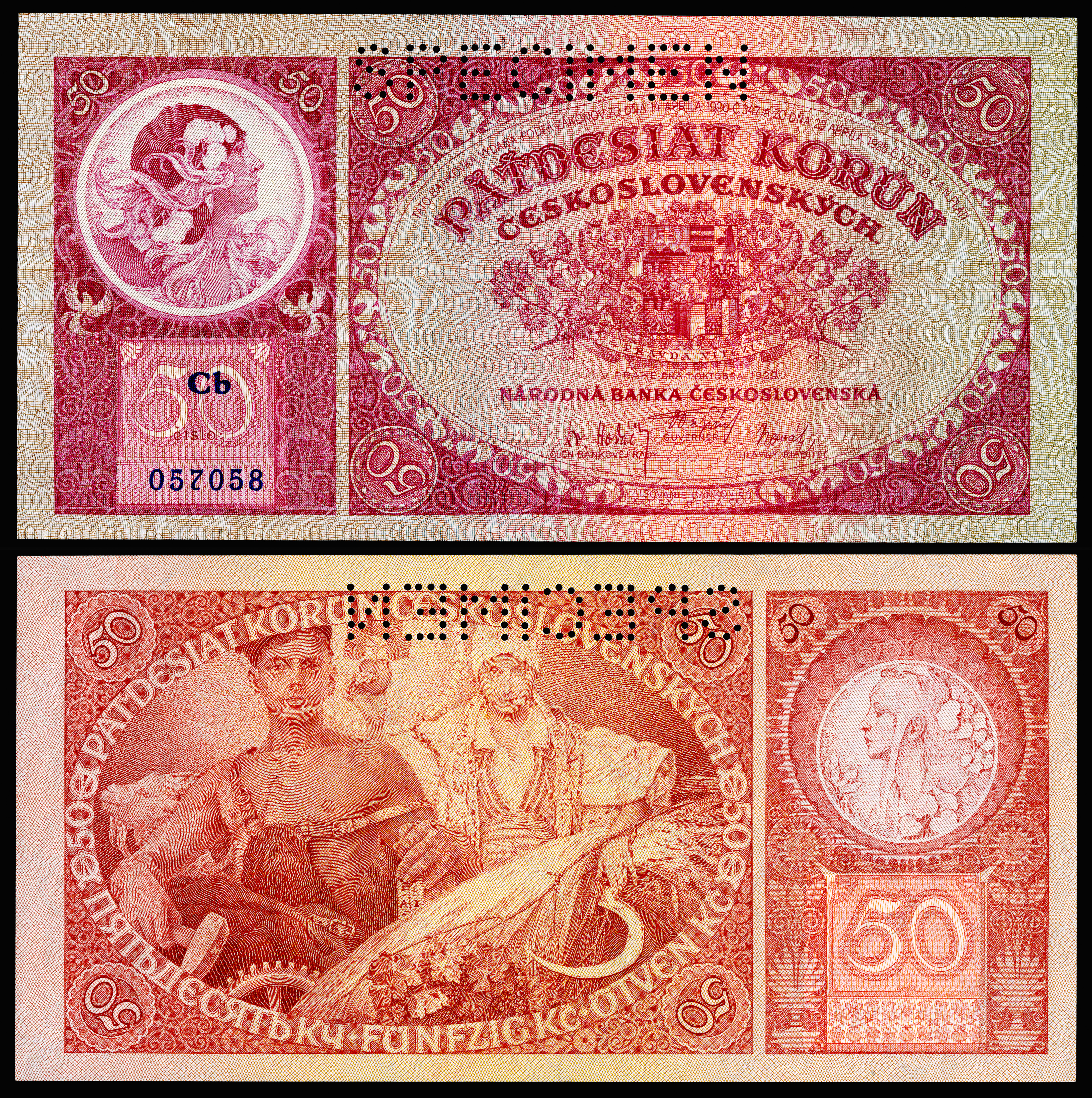
Billet de 50 couronnes tchécoslovaques de 1929, première république.

Le ministre des finances, Alois Rašín, procéda à une réforme monétaire dont la finalité était de se séparer de la Couronne austro-hongroise pour mettre en place une nouvelle unité monétaire. En février et mars 1919 les billets en austro-hongrois furent timbrés et leur nombre en circulation fut diminué. Cette politique eut pour effet de garantir à la couronne un cours élevé. De plus, l'austérité monétaire contribua au maintien d'une situation stable. Le 10 avril 1919 la nouvelle couronne tchécoslovaque était définie, de valeur égale à la couronne austro-hongroise. Les premiers billets furent mis en circulation la même année, pour la conception desquels furent conviés des artistes modernistes comme Jaroslav Benda et František Kysela ; les pièces furent émises trois ans plus tard, en 1922.

### Deuxième République tchécoslovaque
À la suite des Accords de Munich en 1938, plusieurs régions de la Tchécoslovaquie furent cédées (à l'Allemagne, à la Pologne et à la Hongrie) et adoptèrent les monnaies de ces pays. Tandis que le 19 novembre 1938, la République de Tchécoslovaquie céda la place à la seconde République tchécoslovaque.

### Protectorat de Bohème-Moravie et la Première République Slovaque
Le 14 mars 1939, la Diète autonome proclamait la première République Slovaque, le 15 mars 1939, l'armée allemande occupe la terre tchèque et institue le Protectorat de Bohême-Moravie. De 1939 à 1945, la couronne tchécoslovaque va être remplacée par deux nouvelles unités monétaires : la couronne de Bohême et de Moravie dans le Protectorat et la couronne slovaque en Slovaquie.

### République de Tchécoslovaquie (1945-1960)
Dès la restauration de la Tchécoslovaquie (troisième République tchécoslovaque) dans son intégrité en mai 1945, la couronne tchécoslovaque fut rétablie, remplaçant à parité les 2 monnaies précédentes. Le 29 juin 1945, La Ruthénie subcarpathique (de langue ukrainienne et de religion orthodoxe), passa cependant à l'URSS et adopta le Rouble soviétique comme monnaie.

### République socialiste tchécoslovaque (1960-1990)
À la suite du coup de Prague de février 1948 et de la prise du pouvoir par les communistes, une restructuration de l'industrie et de l'agriculture fut entreprise. Le pays prit ensuite en 1960 le nom de République socialiste tchécoslovaque.
La couronne connu plusieurs réformes. La plus draconienne se déroula en 1953. À cette époque le Parti communiste tchécoslovaque devait en effet gérer deux marchés dans le pays :
- Un marché à prix fixes pour les denrées alimentaires de base (une persistance du rationnement mis en place après-guerre)
- Un marché aux prix libres sur lequel les produits proposés étaient au moins huit fois plus chers au précédent mais de meilleure qualité

Les deux personnes les plus importantes du pays (Antonín Zápotocký, président de l'état et Antonín Novotný, président du Parti Communiste Tchécoslovaque) décidèrent de lancer une réforme monétaire le 30 mai 1953, en vigueur le 1er juin et de faire mettre en circulation des nouveaux billets imprimés en URSS (avec des billets et des pièces de 3 Couronnes, comme pour le Rouble) : chaque citoyen pouvait acquérir 60 nouvelles couronnes pour 300 anciennes. Pour le reste, ce taux passait de 1 à 50. La mise en place d'une telle mesure dévalorisa l'épargne et fit baisser le niveau de vie, ce qui déclencha une série de grèves et de manifestations. Ce fut la première crise du régime.

### République fédérale tchèque et slovaque (CSFR)
À la suite de la révolution de Velours (novembre 1989), un  gouvernement de coalition nationale est mis en place. Cependant à la suite des forces politiques centrifuges dans les deux grandes régions du pays, une République fédérale tchèque et slovaque voit le jour le 20 mai 1990.
En 1993, en concordance avec le processus de dissolution de la Tchécoslovaquie, la couronne tchécoslovaque est scindée en deux monnaies indépendantes : le couronne slovaque et la couronne tchèque. En mai 2004, les deux nouveaux pays adhèrent à l'Union européenne et leurs deux monnaies respectives doivent à terme être remplacées par l'euro, dès que leurs pays auront atteint les critères de convergence économique fixés par l'Union européenne. Ce remplacement devient effectif en Slovaquie le 1er janvier 2009.

## Couronne «Tuzex»
Dans les années 1960, pour accroître sa rentrée de devises occidentales, le gouvernement communiste tchécoslovaque mit en circulation une monnaie parallèle dite couronne Tuzex (du nom des magasins où on pouvait acheter des produits occidentaux). Ce moyen de paiement parallèle va se développer dans d'autres pays communistes. Officiellement une couronne Tuzex valait une couronne tchécoslovaque. Dans la réalité, elle s'échangeait cinq fois plus cher au marché noir. Tout Tchécoslovaque qui possédait des devises occidentales, ce qui était très rare en Europe de l'Est (personne se déplaçant à l'étranger ou en contact avec des Occidentaux), pouvait échanger ces devises à la banque centrale tchécoslovaque contre des couronnes Tuzex. Il avait ensuite le choix : les échanger contre des couronnes ou acheter des biens rares dans le pays dans des magasins spécifiques. Les privilégiés du régime, mais aussi des habitants car le logement chez l'habitant s'est développé par la suite, profitèrent particulièrement de ce système.